# L'Abbaye (Suiza)
L'Abbaye es una comuna suiza del cantón de Vaud, situada en el distrito de Jura-Nord vaudois. Limita al norte con las comunas de Le Lieu y Vallorbe, al noreste con Vaulion, al este con Mont-la-Ville, al sur con L'Isle y Montricher, y al suroeste con Le Chenit.
La comuna formó parte hasta el 31 de diciembre de 2007 del distrito de La Vallée, círculo de Le Pont.

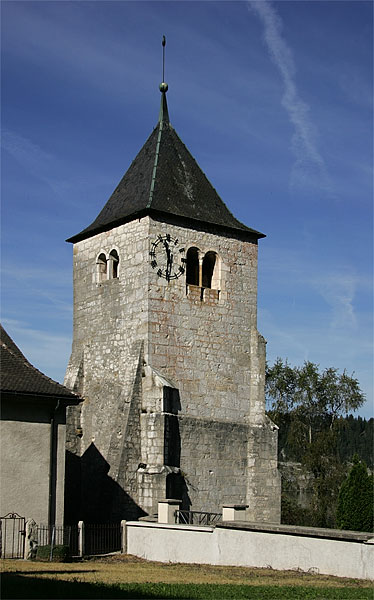
Torre de la iglesia.